# 坎采爾赫厄山
46°40′39″N 13°54′06″E / 46.677418°N 13.901782°E

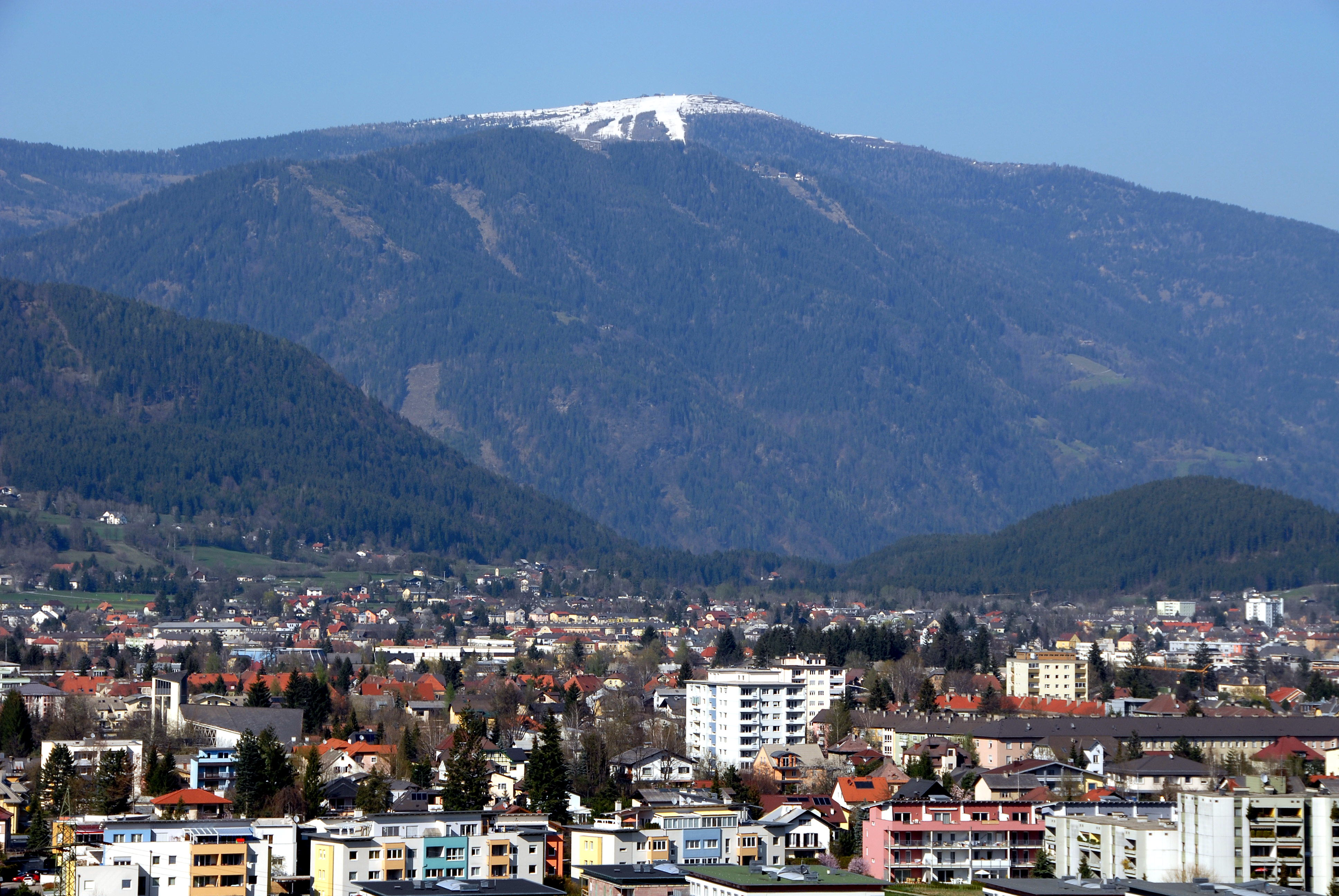

坎采爾赫厄山（德語：Kanzelhöhe），是奧地利的山峰，位於該國南部，由克恩頓州負責管轄，屬於古爾克阿爾卑斯山脈的一部分，距離蓋利岑山0.6公里，海拔高度1,524米。